# Lytle
Lytle è un comune (city) degli Stati Uniti d'America situato tra le contee di Atascosa, Bexar e Medina nello Stato del Texas. La popolazione era di 2.492 abitanti al censimento del 2010.

## Geografia fisica
Lytle è situata a 29°13′59″N 98°48′00″W (29.233066, -98.799877).
Secondo lo United States Census Bureau, la città ha una superficie totale di 10,5 km², dei quali 10,39 km² di territorio e 0,11 km² di acque interne (1,08% del totale).

## Società

### Evoluzione demografica
Secondo il censimento del 2010, la popolazione era di 2.492 abitanti.

### Etnie e minoranze straniere
Secondo il censimento del 2010, la composizione etnica della città era formata dall'84,35% di bianchi, lo 0,28% di afroamericani, l'1,65% di nativi americani, lo 0,16% di asiatici, lo 0,04% di oceanici, l'11,8% di altre razze, e l'1,73% di due o più etnie. Ispanici o latinos di qualunque razza erano il 65,61% della popolazione.